# مؤشر الإرهاب العالمي

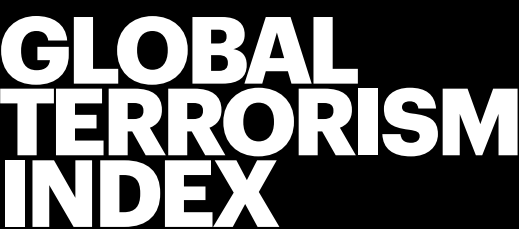
مؤشر الارهاب العالمي

إن مؤشر الإرهاب العالمي (GTI) هو تقرير ينشر سنويا بواسطة منظمة الاقتصاد والسلام ((IEP، وتم تطويره عن طريق رائد تكنولوجيا المعلومات ومؤسس IEP Steve Killelea.
يوفر هذا المؤشر ملخص شامل للتوجهات والأنماط العالمية المؤثرة في الإرهاب منذ 2000. وينتج مجموع نقاط مركب ليوفر تصنيف ترتيبى للبلاد فيما يخص التأثير على الإرهاب.
إنها محاولة لرتيب نظامى لدول العالم بالنسبة للنشاط الإرهابى. يدمج المؤشر عدد من العوامل المرتبطة بالهجمات الإرهابية لبناء صورة واضحة لتأثير الإرهاب، رسم التوجهات، وتوفير سلسلة من البيانات للتحليل بواسطة الباحثين وصانعى السياسات.
إن ال GTI مبنى على البانات من قاعدة بيانات الإرهاب العالمى (GTD) والتي يتم تجميعها وفحصها من قبل الاتحاد الوطني لدراسة الإرهاب والرد على الإرهاب (START) في جامعة ماريلاند. قد صنف ال GTD أكثر من 150,000 قضية إرهابية.
يغطى ال GTI  أكثر من 163 دولة، أي 99.7% من سكان العالم. هدف التقرير هو فحص التوجهات والمساعدة في تكوين مناظرة إيجابية وعملية حول مستقبل الإرهاب والسياسات المطلوبة. تم تطوير GTI بالتشاور مع لجنة خبراء مؤشر السلام العالمي.

## منهجية
لا يوجد تعريف عالمى واحد مقبول لما يشكل الإرهاب، تقبل ال IEP المصطلحات والتعاريف الموافق عليها من قبل كاتبى ال GTD، باحثى الاتحاد الوطني لدراسة الإرهاب والرد على الإرهاب (START) وفريقها من الخبراء. لذلك يعرف GTI الإرهاب بأنه «الاستخدام التهديدى أو الفعلى للقوة والعنف الغير قانونيين من قبل ممثل غير حكومى لتحقيق هدف سياسى، اقتصادى، دينى أو اجتماعى عن طريق الخوف، الإكراه أو التهديد». يعرف هذا التعريف الإرهاب [انه ليس فقط الفعل الجسدى للهجوم ولكن أيضا التأثير النفسى الذي يتركه على المجتمع لسنين عديدة بعدها.
من أجل أن يتم تضمين حادث في ال GTD يجب أن يكون الفعل: «فعلا متعمدا للعنف أو التهديد بالعنف من قبل ممثل غير حكومى». هذا يعنى أنه يجب أن يحقق الحادث ثلاثة شروط من أجل أن يتم احتسابه كعمل إرهابى:
1. يجب أن يكون الحادث متعمدا – نتيجة لحسابات واعية من جانب مرتكبى الجريمة.
2. يجب أن يترك الحادث بعض مستويات العنف أو التهديد بالعنف – يتضمن هذا الإضرار بالملكية، بجانب العنف ضد الناس.
3. يجب أن يكون مرتكبى الجرائم في هذه الحوادث ممثلين دون الوطنية. لا تتضمن قاعدة البيانات هذه أعمال إرهاب الدولة.[3]

### نظام تسجيل GTI لاحتساب النقاط
إن عدد نقاط ال GTI لدولة في سنة معينة يكون بناءًا على نظام فريد لاحتساب النقاط لحساب التأثير النسبى للحوادث في هذا العام. هناك أربع عوامل يحسبوا في النتيجة السنوية لكل دولة:
- إجمالي عدد الحوادث الإرهابية في سنة معينة
- إجمالي عدد الوفيات الناجمة عن الإرهاب في سنة معينة
- إجمالي عدد الإصابات الناجمة عن الإرهاب في سنة معينة
- المستوى التقريبي لإجمالي الأضرار التي لحقت بالممتلكات نتيجة للحوادث الإرهابية في سنة معينة

يوزن كل من العوامل بميزان مختلف ويتم تطبيق متوسط الميزان لخمس سنين لعكس أهمية التأثير النفسى العالق من الأعمال الإرهابية على مدار الوقت. الأوزان الموضحة في الجدول أدناه تم احتسابها بالاستشارة مع فريق خبراء GPI:
| البعد                              | الوزن |
| ---------------------------------- | ----- |
| إجمالي عدد الحوادث                 | 1     |
| إجمالي عدد الوفيات                 | 3     |
| إجمالي عدد الإصابات                | 0.5   |
| مجموع الأضرار في الممتلكات التدبير | 2     |

الوزن الأكبر ينسب للضحايا. مقياس الإضرار بالممتلكات يتم تصنيفه لأربع بنود اعتمادا على المنظور المقاس للضرر بالممتلكات الملحق بحادثة واحدة. هذه البنود تظهر في الجدول أجناه، حيث توزن الحوادث التي تسبب ضررا بأقل من مليون دولار بوزن 1، وبين مليون وبليون دولار وأكثر من بليون دولار. غالبية عظمى يتم تصنيفهم في ال GTD كمستوى 'غير معروف'  من الضرر بالممتلكات، لذلك تسجل صفر وتكون الأحداث 'الكارثية' شديدة الندرة.
| التصنيف | مستوى الضرر                                                      |
| ------- | ---------------------------------------------------------------- |
| 0       | غير معروف                                                        |
| 1       | قاصر (من المحتمل أن يكون أقل من مليون دولار)                     |
| 2       | رئيسي (من المحتمل أن يتراوح بين مليون دولار ومليار دولار أمريكي) |
| 3       | كارثية (على الأرجح> مليار دولار)                                 |

### مثال على نتيجة GTI لبلد ما
لتعيين رقم نسبى لمدى التأثر المباشر للدولة من الإرهاب في أي سنة معينة، لكل حادث يسجل، يحسب ال GTI مجموع موزن لجميع العوامل. للشرح، يصور الجدول بالأسفل نتيجة افتراضية لدولة في سنة معينة:
| البعد                                             | وزن   | عدد السجلات للعام المحدد | أحرز هدفا |
| ------------------------------------------------- | ----- | ------------------------ | --------- |
| إجمالي عدد الحوادث                                | 1     | 21                       | 21        |
| إجمالي عدد الوفيات                                | 3     | 36                       | 108       |
| إجمالي عدد الإصابات                               | 0.5   | 53                       | 26.5      |
| مجموع الأضرار في الممتلكات قياس (اعتمادا على شدة) | 0-3   | 20                       | 40        |
| مجموع درجة الخام                                  | 195.5 | 195.5                    | 195.5     |

## الأثر الاقتصادي للإرهاب
يحسب التأثير الاقتصادى للإرهاب باستخدام منهجية تكلفة العنف الخاصة بمنظمة الاقتصاد والسلام (IEP).
يتضمن هذا النموذج كلا من التكلفة المباشرة والغير مباشرة، مثل الأرباح المفقودة مدى الحياة، تكلفة العلاجا الطبية وتدمير الممتلكات بسبب حوادث الإرهاب. تتضمن التكلفة المباشرة الصعاب التي يتحملها ضحية العمل الإرهابى والنفقات المرتبطة، مثل مصاريف العلاج. تتضمن التكلفة الغير مباشرة الإنتاجية المفقودة والأرباح أيضا بالإضافة إلى الصدمة النفسية للضحايا، عائلاتهم وأصدقائهم.
يقدم التحليل تقديرات معتدلة للتأثير الاقتصادى للإرهاب ولا يتضمن المتغيرات التي لم تتوفر بياناتها المناسبة. على سبيل المثال، لا يتضمن التحليل التأثير على التجارة، تكلفة الخوف من الإرهاب أو تكلفة مكافحة الإرهاب.
وصل التأثير القتصادى العالمى للإرهاب 89.6 مليون دولار في 2015، والذي يقل عن مستواه في 2014 ب 15%.
كان هناك ثلاث قمم في التأثير الاقتصادى للإرهاب منذ عام 2000، وهم مرتبطين بثلاث موجات إرهابية كبيرة. الزيادة الكبيرة الأولى في التأثير الاقتصادى للإرهاب حدثت في 2001، عندما كانت حدثت هجمات 11 سبتمبر في نيويورك وواشنطن العاصمة. القمة الثانية كانت في 2007 في قمة حرب العراق. الزيادة في 2007 مرتبطة عمومًا بالجماعات الإرهابية التابعة للقاعدة وتزامنت مع زيادة عدد قوات التحالف في العراق. بدأت الموجة الثالثة في 2012 وما زالت مستمرة، مع تأثير اقتصادى للأرهاب يصل لقمته عند 105.6 مليار دولار في 2014. الزيادة في الأربع سنين الأخيرة كانت مدفوعة عمومًا مع زيادة الإرهاب في العراق، سوريا وأفغانستان.

## روابط خارجية
- مؤشر الإرهاب العالمي - خرائط
- تقرير مؤشر الإرهاب العالمي 2016
- ستارت - اتحاد وطني لدراسة الإرهاب والرد على الإرهاب، بجامعة ماريلاند.